# Успех (роман)
«Успе́х. Три го́да из исто́рии одно́й прови́нции» (нем. Erfolg. Drei Jahre Geschichte einer Provinz) — роман Лиона Фейхтвангера, написанный в 1927—1930 годы. Частично основан на реальных событиях, которые происходили в Баварии накануне и после Пивного путча (1919—1923). В Советском Союзе назывался самым зрелым романом писателя и был очень популярным среди читателей, в первую очередь потому, что затрагивал актуальную тему становления нацистской Германии. Вместе с романами «Семья Опперман» (нем. Die Geschwister Oppermann, 1933) и «Изгнание» (нем. Exil, 1939) входит в трилогию «Зал ожидания» (нем. Wartesaal, 1930—1939)

## История создания
Фейхтвангер работал над романом несколько лет. Материал для книги он собирал в тюрьмах. В частности в Тунисской тюрьме, где он провел какое-то время в качестве германского подданного, подлежащего интернированию. Страх перед возможным тюремным сроком или судебной ошибкой и послужил поводом для написания романа.
Фейхтвангер одним из первых обратил внимание общественности на угрозу мирной жизни, которую представляют Адольф Гитлер и радикальные партии Германии. Он стал одним из первых крупных писателей, кто вывел в романе немецких нацистов, как представителей реальной политической силы.
Впервые роман вышел в берлинском издательстве Густава Кипенгейера, в 1930 году. В том же году был переведен на английский язык и вышел в США (в издательстве Viking Press). В Германии вновь был напечатан уже после войны, в 1948 году, в издательстве «Ауфбау». В советских публикациях 1950—1960 годов роман называли самым зрелым в творчестве немецкого писателя.

## Сюжет
Действие романа разворачивается в Мюнхене начала 1920-х годов. Искусствоведа Мартина Крюгера обвиняют в лжесвидетельстве. Хотя реальным поводом для обвинения, по сути политического, послужила неприязнь к Крюгеру местных чиновников, вызванная выставочной деятельностью Крюгера: он организовал в Мюнхене ряд громких выставок, на которых баварцам были представлены картины, многим показавшиеся непристойными. Суд присяжных выносит обвинительный приговор. За дальнейшую судьбу Мартина берётся его невеста, а затем и жена Иоганна Крайн. Всеми возможными способами она пытается добиться пересмотра дела, завязывает нужные знакомства, пробует повлиять на общественность через прессу.
Чем ближе к развязке романа, тем больше трагедия Мартина Крюгера рассматривается не как отдельная история, а как часть событий, предвосхитивших «Пивной путч». Вторую часть книги Фейхтвангер во многом посвящает периоду появления НСДАП и становления Адольфа Гитлера, как непререкаемого вождя «истинных патриотов». Немаловажную роль в росте популярности радикальных взглядов Фейхтвангер возлагает на попустительство консервативных сил в самой Баварии и Германии и прежде всего Баварской народной партии.

## Связь с реальностью
События, которые описывает в романе Фейхтвангер, действительно происходили после окончания Первой мировой войны. Сам автор называл главным героем произведения Баварию.
Многие герои романа имели реальных прототипов в баварском обществе. Так, под именем Каспара Прекля, талантливого инженера и поэта, угадывается личность Бертольта Брехта. А в писателе Жаке Тюверлене Фейхтвангер соединил свой собственный образ и образ Томаса Манна. Под Рупертом Кутцнером легко угадывается личность Адольфа Гитлера, а под его ближайшим соратником по неудавшемуся перевороту, генералом Феземаном, — Эрих Людендорф. Немецкий политический деятель Густав фон Кар, помешавший ходу «Пивного путча», в книге назван министром Флаухером. Также одним из ключевых персонажей романа является министр Кленк. Его реальным прообразом был баварский юрист и политик Кристиан Рот (нем. Christian Roth (Politiker)).
В одной из глав писатель детально описывает фильм «Броненосец „Орлов“». На самом деле речь идет о фильме «Броненосец „Потёмкин“».
Другие персонажи, имеющие реальных прототипов:
- комик Бальтазар Гирль — Карл Валентин;
- писатель Маттеи — Людвиг Тома;
- писатель Пфистерер — Людвиг Гангхофер;
- тайный советник Бихлер — один из основателей Баварской народной партии Георг Хейм;
- Гессрейтер — возможно Густав Крупп;
- кронпринц Максимиллиан — Рупрехт Баварский.

## Художественные особенности и критика
В оригинальной версии романа Фейхтвангер использовал много слов баварского диалекта, которые с переводом на другие языки утратили своё значение.
Главы романа периодически разделяются историческими справками, которые Фейхтвангер преподносит как полезную информацию будущему читателю, мало знакомому с Баварией того периода.
Генрих Манн положительно оценил роман, отметив, что он «раскрывает человеческую подоплеку событий. Всё остальное оказывается надстройкой — и миросозерцание, и экономика». За это Фейхтвангера осудили некоторые советские критики 1930-х годов, посчитав, что он «излишне увлечен анатомией придворных интриг, «психологическими завитушками», определявшими те или иные шаги министров, камергеров, епископов, абсурдными последствиями их вроде бы логичных решений».
Некоторые критики оценили роман как сатирическое произведение. Сам автор указывал, что в цикле «Зал ожидания» очень резко подчёркивал смешное в движении нацистов, которое он называл «бунтом глупости против разума». Однако «в то время как движение Кутцнера — не более чем жутковатый фарсовый спектакль, заказываемый или снимаемый с постановки промышленниками и аграриями», автор подчёркивает, что фашизм — сложное явление, существующее «не только в себе самом», но и в широком и разнообразном контексте, сотканном из полутонов, «акварельном» и многозначном». Карикатурными представлены и два героя-коммуниста — Бени Локнер и Каспар Прекль. Словами персонажа Жака Тюверлена, который передаёт мысли самого автора, исторический марксизм — это «учение, которое не хочет считаться с непостижимым в истории».

## Постановки
В 1984 году вышел аудиоспектакль по роману в пяти дисках; изначально записывался для радио.
В 1991 году по произведению Фейхтвангера на экраны вышел одноимённый телевизионный фильм: 265 минут полная версия и 165 минут — короткая. Главные роли исполнили Бруно Ганц (Жак Тюверлен), Петер Симонишек (Мартин Крюгер), Франциска Вальзер (Иоганна Крайн) и Матьё Каррьер.

## Переводы и публикации текста
Первый перевод на русский язык осуществлён Верой Вальдман, впервые издан отдельным изданием в 1935 году, он выдержал несколько переизданий вплоть до 1970-х гг. В 1973 году в серии «Библиотека всемирной литературы» опубликован новый перевод М. Вершининой и Э. Линецкой.
Ниже представлен список первых публикаций каждого из переводов.
- Фейхтвангер Л. Успех : в 2 т. / пер. с нем. В. С. Вальдман. — Л. : Художественная литература, 1935. — 365 + 574 с.
- Фейхтвангер Л. Успех / пер. с нем. М. Вершининой и Э. Линецкой. — М. : Художественная литература, 1973. — 751 с. — (Библиотека всемирной литературы).